# جامعة خيرسون الحكومية الزراعية والاقتصادية
جامعة خيرسون الحكومية الزراعية والاقتصادية مؤسسة تعليم عالي أوكرانية، (بالأوكرانية: Херсонський державний аграрно-економічний університет) هي جامعة تقع في خيرسون أوبلاست، أوكرانيا. تأسست هذه الجامعة في سنة 1874